# RNA世界學說

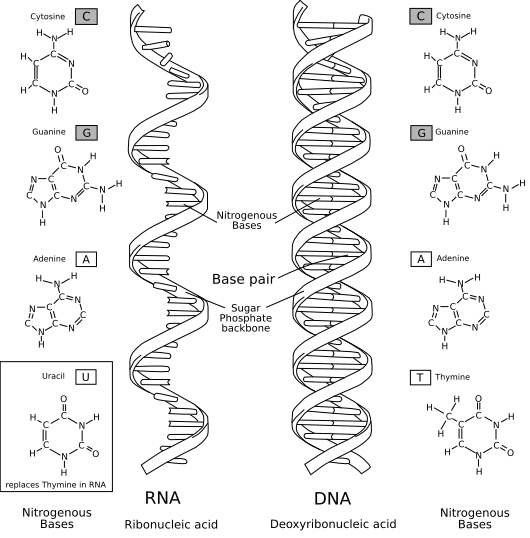
對比RNA（左）與DNA（右），顯示了螺旋和每個採用的核鹼基。

RNA世界學說（英語：RNA world hypothesis）理論認為，地球上早期的生命分子以RNA先出現，之後才有蛋白质和DNA；這些早期的RNA分子同時擁有类似现在DNA具有的遺傳訊息儲存功能，以及类似现在蛋白質具有的催化能力支持早期細胞或前細胞生命的運作。
1960年代，多位科学家提出过RNA是原始分子的思想。「RNA世界」一詞則是由諾貝爾獎得主沃特·吉爾伯特於1986年提出，是依據現今RNA具有各種不同型態的催化性質所做的推論。

## 历史
在研究生命起源过程中的一大问题是，所有现存生物所使用的信息复制系统和能量代谢体系都涉及三种不同类型的生物大分子（DNA、RNA和蛋白质）之间的紧密合作，缺一不可。这似乎表明生命不可能由较简单的形式逐步进化，而是突然一步到位变成当前这个三者並存的体系，顯然面對有如先有雞還是先有蛋的問題時，這種不可思議的設定並不符合常理，如果沒有進一步解釋的話，也就不可能探討這個關鍵問題。
而最早提出RNA可能是三者中最關鍵的原始分子的是弗朗西斯·克里克和莱斯利·奥格尔以及卡尔·乌斯（在其1967年的书The Genetic Code《遗传密码》）。另外，麻省理工学院的分子生物学家亚历山大·里奇在1962年的一篇纪念诺奖得主圣捷尔吉·阿尔伯特的文章中也有类似想法。汉斯·库恩在1972年提出了现代的基因系统可能源于一个基于核苷酸的前体。这促使了哈罗德·怀特在1976年观察到许多酶的必需辅因子是核苷酸或核苷酸衍生物，他提出这些核苷酸辅因子代表了“核酸酶的化石”（"fossils of nucleic acid enzymes"）。而“RNA世界”一词（"RNA World"）则是由诺奖得主沃特·吉爾伯特在1986年提出，来表示具有催化性质的可自我复制的RNA是最早的生物大分子的假说。

## RNA的属性
RNA的一些性质使RNA世界假说在理论上是可行的，但作为生命的起源仍需更进一步的证据。已知RNA能进行有效的催化作用，并且它与DNA的相似性也显明它能作为生物信息的存储物质。但对于RNA是否是第一个自发的自我复制系统（「RNA第一」假说），还是RNA是之前别的系统的演化或同時並進的产物仍然众说纷纭。例如有一个研究观点就是认为不同类型的核酸，被称为前RNA（pre-RNA）是第一个能进行自我复制的分子，之后才逐步被RNA所取代，至於前RNA生命今日已經滅絕。另外一些观点认为，最近发现的一些有活性的核酸类似物，如肽核酸（PNA）、蘇糖核酸（TNA）、甘油核酸（GNA）等也具有作为生命起源物质的可能性，尚未知他們在早期生命演化的參與程度，故现在确定“RNA第一”还为时尚早。虽然在结构上，这些核酸类似物和RNA比起来较为“简单”，但在化学上难以说清RNA是从这些“较简单”的物质演化而来。

### RNA作为酶
具有催化作用的RNA称为核酶，在生命基于DNA的今天被称为分子活化石。核酶在一些生物过程中起重要作用，比如核糖体，是蛋白质合成的关键。其它核酶也有许多不同功能，锤头状核酶能自我切割，RNA聚合酶的一个核酶能自我催化自身的合成。
在生命起源中酶所需的重要性质有：
- 具有自我复制的能力，或复制其它的RNA分子。在实验室中，一些较短的RNA已证明可以复制其它RNA。其中最短的为165-碱基长，但据估计只有其中的一部分参与了复制功能。
- 催化简单化学反应的能力——即RNA分子能通过折叠形成催化中心。在实验室中，一些相对较短的RNA分子已具有该能力[20][21]。
- 在RNA的3'-端结合氨基酸的能力，以使用其侧链基团的化学性质[22]。
- 催化肽键形成的能力，以生成短肽乃至更长的蛋白质。这一任务在现代的细胞中由核糖体完成。核糖体是由几个RNA（称为rRNA）和一些蛋白质（称为核糖体蛋白质）组成的复合体，其中rRNA负责催化，核糖体蛋白质上的氨基酸残基都距离活性位点的18Å以上[11]。在实验室中合成了更短的能催化肽键生成的RNA，这暗示着rRNA可能由更短的RNA进化而来[23]。它也表明，氨基酸在进化出复杂的肽链之前，是以辅因子的形式参与RNA的反应，以提高其活性或使反应更多样化。类似地，tRNA在作为转运氨基酸的载体之前可能另有他用[24]。

### RNA作为信息存储介质
RNA与DNA分子非常相似，在化学上只有两点不同，这使得生物信息在RNA上的存储方式与DNA类似，而由于RNA通常只有单链，DNA形成了双链螺旋，故DNA作为存储介质更为稳定。

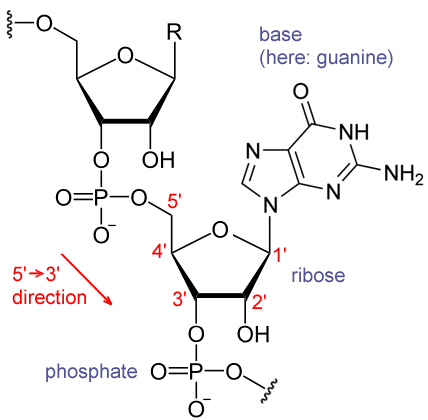
RNA和DNA的主要不同在于糖的2'-位多了个羟基基团

#### DNA和RNA的结构比较
RNA和DNA的主要不同在于RNA的核糖比DNA多了个羟基（见右侧图）。但这个基团会使RNA更加不稳定，2'位的羟基基团会攻击3'位的羟基的磷酸二酯鍵，从而使磷酸二酯骨架裂解。2'位羟基的存在还使RNA在构象上不能形成像DNA那样的B型双螺旋，而只能形成较不稳定的A型双螺旋（无论是RNA-RNA双链还是RNA-DNA双链都只能是A型的双螺旋）。与DNA所使用的腺嘌呤、鸟嘌呤、胞嘧啶和胸腺嘧啶四种碱基不同，RNA使用由腺嘌呤、鸟嘌呤、胞嘧啶和尿嘧啶组成的一套不同的碱基。从化学角度来说，尿嘧啶与胸腺嘧啶是相似的，不同之处仅在于5位的一个甲基。另外，尿嘧啶的合成所需要的能量更少。在碱基互补配对方面，碱基的不同并没有影响。腺嘌呤可以轻易的与尿嘧啶和胸腺嘧啶结合。然而，尿嘧啶是胞嘧啶受损的产物之一，这就使RNA尤其容易受AU碱基对或GU碱基对(不稳定)置换GC碱基对的突变影响。RNA被认为先于DNA出现，这是因为它们在生物合成途径上的次序。组成DNA的脱氧核糖核苷酸是从组成RNA的核糖核苷酸中通过移除2位上的羟基制取的。因此，一个细胞要具备合成DNA的能力首先要有合成RNA的能力。

#### RNA信息存储的局限性
RNA的化学性质使得大RNA分子本身比较脆弱。他们可以很容易地水解成构成自身的核苷酸。 这些局限并没有使RNA不能储存信息，不过由于一些能量需要用来修补和替换损坏的RNA分子，这种储存方式会更加耗费能量。而且变异的可能性也会增加。虽然这些特性使得RNA不适合用于今天的“DNA优化”的生命体，但是对于更加原始的生命体来说，这些也许是可以接受的。

### RNA作为调控物质
核糖开关作为基因表达的调控物质之一，已在细菌、植物和古菌中发现。核糖开关会改变其二级结构以响应所结合的代谢物。这一结构改变会形成或截断終止子，从而允许或中断转录进行。另外，核糖开关还可以结合或阻隔SD序列来影响转录。这些核糖开关可能源自RNA世界。此外，RNA温度计也能受温度变化而变构调节基因表达。

## 当前难点

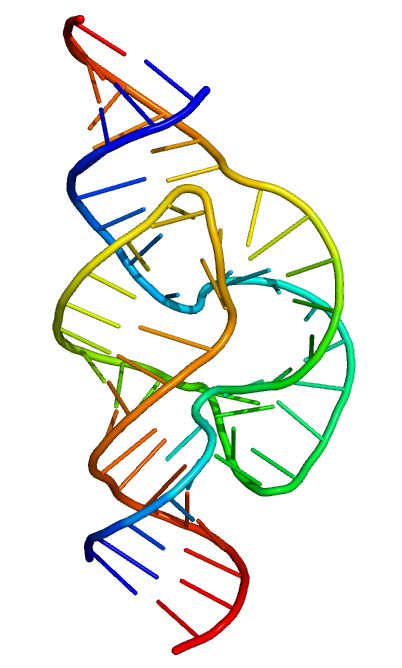
全長鎚頭狀核酶採用顏色編碼，每條 RNA 鏈的 5' 端為藍色，3' 端為紅色。各核苷酸以牙籤表示，磷酸二酯主鏈以細管表示。來自蛋白質資料庫 ID 2GOZ。

RNA世界假说能被诸如RNA能像DNA一样存储、传递、复制遗传信息；RNA能作为核酶进行催化等证据支持，因它能执行DNA和蛋白质的任务，故被认为是生命起源的物质形式。一些病毒也使用RNA而不是DNA作为其遗传信息载体。虽然核苷酸并未在米勒-尤里关于生命起源的实验中出现，但它们可能的前体已有报道，嘌呤碱基如腺嘌呤可能由氰化氢五聚化生成。对Qβ噬菌体RNA的实验也展示了RNA的自我复制能力由于目前没有已知的化学途径能够在生命起源以前的条件下以胞嘧啶和尿嘧啶为原料非生源合成核苷酸，有些人认为当时出现的核酸并不包括这些能够在如今的生命中发现的碱基。胞嘧啶核糖核苷在100 °C（212 °F）下半衰期为19天，在冰水中半衰期为17000年，有些人认为对于核酸的积累来说这在地质年代上太短。其他人怀疑核糖和其他糖链骨架能否在找到原始基因的原料的过程中保持稳定，他们也提出所有的核糖分子必须为一样的对映异构体，因为手性不一样的核苷酸会成为一个核苷酸链的终止子。

### “分子生物学之梦”
“分子生物学之梦”（"Molecular biologist's dream"）这个提法由生化学家傑拉德·喬伊斯和莱斯利·奥格尔提出，指在实验室得到第一个能自我复制的RNA分子，正如其它与RNA世界相关的实验，它的成功取决于对前生命早期地球的精确模拟，但在这一点上常常失之千里。值得注意的是，目前已知的核苷酸合成步骤中有许多都难以在前生命条件下进行。喬伊斯和奥格尔特别指出分子生物学之梦需要“魔法般的催化”来将核苷酸转化为随机序列的多聚核苷酸，并使其有复制活性。

## 参看
- 生命起源
- 泛種論

## 外部連結
- The RNA World Website
- RNA@IGIB group at the Institute of Genomics and Integrative Biology working on RNA Biology
- "Self-replication: Even peptides do it" by Stuart A. Kauffman from Nature 382 August 8, 1996.
- "The RNA world" (2001) by Sidney Altman, on the Nobel prize website
- "Exploring the new RNA world" (2004) by Thomas R. Cech, on the Nobel prize website
- "The Beginnings of Life on Earth" (1995)（页面存档备份，存于） by Christian de Duve in American Scientist Online